# Bill Haast
William E. "Bill" Haast (30 de diciembre de 1910-15 de junio de 2011) fue el director del Serpentario de Miami, una instalación cerca de Punta Gorda, Florida, que produce veneno de serpiente para uso médico y de investigación. Haast extrajo veneno de serpientes venenosas desde que era un niño. Desde 1947 hasta 1984, operó en el Serpentario de Miami, Florida, donde extrajo veneno de serpientes en frente de clientes que pagaban.
Haast físicamente extrajo el veneno de serpientes venenosas, manteniéndolas sobre la cabeza y obligándolas a extraer dicho veneno. Como resultado, Haast ha sido mordido 172 veces a mediados de 2008, más a menudo que otro ser humano.

## Últimos años
Haast cerró el Serpentario en 1984, y se mudó a Utah por unos cuantos años. En 1990, se mudó a Punta Gorda, Florida con sus serpientes, donde estableció el Serpentario de Miami. Las manos de Haast causadas por el daño del veneno, culminó en la pérdida de un dedo por una mordida de una víbora. A partir de 2008, continuó dejando que su esposa le inyectara pequeñas cantidades de veneno de serpiente. Cumplió 100 en diciembre de 2010 y murió el 15 de junio de 2011.